# Discharge (formație)
Discharge sunt o formație britanică de hardcore punk formată în 1977 de către Terence "Tezz" Roberts și Royston "Rainy" Wainwright. În timp ce trupa a avut modificări substanțiale-line up a lungul istoriei sale, clasic line-up de la începutul anilor 1980 prezentate basist Wainwright, bateristul Gary Maloney, "Anthony" Bones "Roberts cânta la chitară și vocalistul Kelvin" Cal "Morris (aka" Cal Voice ").

## Discografie
Chart placings, unless stated, are shown are from the UK Indie Chart.
Albume
- Why? (1981) (#1)
- Hear Nothing See Nothing Say Nothing (1982) (indie No. 2, UK Album Chart No. 40)[2]
- Grave New World (1986) (#8)
- Massacre Divine (1991)
- Shootin' Up the World (1993)
- Discharge (2002)
- Disensitise (2008)

Single-uri
- "State Violence State Control" (1982) (#4)
- "The Price of Silence" (1983) (#5)
- "The More I See" (1984) (#3)
- "Ignorance" (1985) (#7)

EP-uri
- Realities of War (1980) (#5)
- Fight Back (1980) (#4)
- Decontrol (1980) (#2)
- Never Again (1982) (indie No. 3, UK Singles Chart No. 64)[2]
- Warning: Her Majesty's Government Can Seriously Damage Your Health (1983) (#6)
- Beginning of the End (2006)

Compilații
- Never Again (1984) (#13)
- 1980–1986 (1986)
- Protest and Survive (1992)
- The Clay Punk Singles Collection (1995)
- Vision of War (1997)
- Hardcore Hits (1999)
- Society's Victims (2004)
- War Is Hell (2008)

Altele
- Demo recording from 1977
- Limited edition live cassette: Live at the Lyceum (1981) - CHAOS Cassettes LIVE 001, recorded 24 May 1981
- Live album: Live at the City Gardens, New Jersey (1989)
- Live album: Live: The Nightmare Continues... (1990) recorded at Tunstall Town Hall, Stoke-on-Trent in 1983
- Tribute album: Discharged (1992)
- Tribute album: In Defence Of Our Future: A Tribute To Discharge (1999)
- Split EP with MG15 (2006)
- Tribute album: Discharge Tributo (2011) Brazilian bands tribute album.
- Split EP with Off with Their Heads (2012)